# Briareum excavata
Briareum excavata är en korallart som först beskrevs av Nutting 1911.  Briareum excavata ingår i släktet Briareum och familjen Briareidae. Inga underarter finns listade i Catalogue of Life.